# Matilde Rosa Araújo
Matilde Rosa Lopes de Araújo (* 20. Juni 1921 in Lissabon; † 6. Juli 2010 ebenda) war eine portugiesische Schriftstellerin, Kinder- und Jugendbuchautorin.

## Leben
Araújo wurde 1921 in der Lissaboner Stadtgemeinde Benfica geboren. Nach dem Schulbesuch studierte sie Romanistik an der Literaturwissenschaftlichen Fakultät der Universität Lissabon (Universidade Clássica de Lisboa) und schloss diese 1945 mit einer Diplomarbeit zur akademischen Analyse des Journalismus ab. Anschließend war sie als Grundschullehrerin an einer Grundschule in Lissabon (Escola do Magistério Primário de Lisboa) tätig. Danach war sie in den folgenden Jahren Lehrerin in Lissabon, Barreiro, Portalegre, Elvas und Porto.
Darüber hinaus war sie Journalistin bei den Tageszeitungen A Capital, O Comércio do Porto, República, Diário de Lisboa, Diário de Notícias und Jornal do Fundão sowie bei den Zeitschriften Távola Redonda, Graal, Árvore, Vértice, Seara Nova und Colóquio/Letras. Araújo, die sich bereits frühzeitig für Kinderrechte engagierte, gehörte zu den Gründungsmitgliedern von UNICEF sowie des Instituts für den Schutz von Kindern (Instituto de Apoio à Criança) in Portugal. Als solche verfasste sie zahlreiche Artikel über die Bildung von Kindern sowie über den Nutzen von Kinderliteratur in der Erziehung durch Erwachsene.

## Werk
Ihr schriftstellerisches Debüt hatte sie 1943 mit A Garrana, einer Erzählung über die Euthanasie, mit der sie den Wettbewerb Procura-se um Novelista der Zeitschrift O Século gewann, deren Jury von Aquilino Ribeiro geleitet wurde.
Zu ihren weiteren Veröffentlichungen in der Erwachsenenliteratur gehörten Estrada Sem Nome (Straße ohne Name), mit dem sie einen Wettbewerb der Literaturwissenschaftlichen Fakultät gewann, Praia Nova (Neuer Strand), O Chão e as Estrelas (Der Erdboden und due Sterne) sowie Voz Nua (Nackte Stimme).
Ihr erstes Buch der Kinder- und Jugendliteratur war O Livro da Tila (Das Buch von Tila) aus dem Jahr 1957. In diesem beschrieb sie ihre Reisen zwischen Lissabon und Portalegre und dessen Gedichte von dem Komponisten Fernando Lopes-Graça vertont wurden. In der Folgezeit erschienen:
- O Palhaço Verde (Der grüne Clown),
- História de um Rapaz (Geschichte eines Jugendlichen),
- O Sol e o Menino dos Pés Frios (Die Sonne und der Junge mit den kalten Füßen),
- O Reino das Sete Pontas (Das Königreich der sieben Spitzen),
- História de uma Flor (Geschichte von einer Blume),
- O Gato Dourado (Die goldene Katze),
- As Botas de Meu Pai (Die Stiefel meines Vaters),
- As Fadas Verdes (Die grünen Elfen),
- Segredos e Brincadeiras (Geheimnisse und Tricks),
- A saquinha da flor sowie
- Lucilina e Antenor (Lucilina und Antenor).

## Auszeichnungen
Für ihre literarische Leistung und ihr Werk erhielt sie 1980 zusammen mit Ricardo Alberty den Großen Preis für Kinderliteratur (Grande Prémio de Literatura para Criança) der Stiftung Calouste Gulbenkian (Fundação Calouste Gulbenkian). 1991 erhielt sie für ihr Buch Der grüne Clown den Preis für das beste ausländische Buch der Vereinigung der Kunstkritiker von São Paulo (Associação Paulista de Críticos de Arte). 1994 war sie für den Hans Christian Andersen-Preis des International Board on Books for Young People (IBBY) nominiert, einem Preis, der als Nobelpreis der Kinder- und Jugendliteratur angesehen wird. 1995 erhielt sie für Die grünen Elfen den Gulbenkian-Preis für das beste Kinderbuch der Jahre 1994/95. Am Internationalen Frauentag am 8. März 2003 wurde sie von Jorge Sampaio, dem Präsidenten Portugals, für ihre Verdienste um die portugiesische Literatur zum Großoffizier des Ordens des Infanten Dom Henrique ernannt. Zuletzt erhielt sie im November 2009 den Prémio Carreira der Portugiesischen Schriftstellergesellschaft (Sociedade Portuguesa de Autores (SPA)).